# Dysosma
Dysosma es un género con 17 especies de plantas de flores perteneciente a la familia Berberidaceae.

## Descripción
Son plantas perennes, rizomatosas con flores silvestres que se encuentran en los suelos húmedos y ricos en humus de los bosques de hoja caduca. Las hojas individuales tienen forma de paraguas y crecen en un tallo erecto que por lo general alcanzan los 300-610 mm de longitud, pero con la altura que varíasegún las especies. Las hojas pueden ser completamente verdes o abigarradas y moteadas de púrpura, tienen un completo borde aserrado que depende de la especie. Las flores tienen una gama de colores. El fruto es una baya de color rojo oscuro.

## Taxonomía
El género fue descrito por Robert Everard Woodson   y publicado en Annals of the Missouri Botanical Garden 15: 338. 1928. La especie tipo es: Dysosma pleiantha

## Especies seleccionadas
| - Dysosma aurantiocaulis - Dysosma chengii - Dysosma delavayi - Dysosma difformis - Dysosma emodi - Dysosma furfuracea - Dysosma guangxiensis - Dysosma hispida - Dysosma lichuanensis | - Dysosma mairei - Dysosma majoense - Dysosma majorensis - Dysosma pleiantha - Dysosma tonkinense - Dysosma tsayuensis - Dysosma veitchii - Dysosma versipellis |